# Владиславово
Владиславо́во (пол. Władysławowo, каш. Wiôlgô Wies, нім. Großendorf) — портове місто в північній Польщі, на Балтійському морі. Належить до Пуцького повіту Поморського воєводства. Найпівнічніша точка Польщі.

## Історія
1920 року один із офіцерів генерала Юзефа Галлера вирішив купити на узбережжі 20 гектарів землі, і на честь свого командира, назвав новостворену осаду Галлерово (пол. Hallerowo).
У 1927 році відкрито нову лінію залізниці до станції Галлерово. Через два роки станцію ліквідовано і утворено нову Нова Вєсь — Галлерово, яка тепер носить назву Владиславово. Біля станції залізниці розпочато будову рибацького порту, який відкрито 3 травня 1938 року і названо на честь короля Владислава IV Вази — Владиславово. У 1952 році Нову Вєсь і Галлерово об'єднано в одну адміністративну одиницю під назвою Владиславово. Міські права Владиславово отримало в 1963 році. У 1975—1998 роках місто належало до Гданського воєводства. У Владиславово до 2004 року містилася редакція єдиного в історії кашубськомовного радіо.

## Демографія
Демографічна структура станом на 31 березня 2011 року:
|          | Загалом | Допрацездатний вік | Працездатний вік | Постпрацездатний вік |
| -------- | ------- | ------------------ | ---------------- | -------------------- |
| Чоловіки | 7512    | 1622               | 5260             | 630                  |
| Жінки    | 7784    | 1609               | 4811             | 1364                 |
| Разом    | 15296   | 3231               | 10071            | 1994                 |